# Scontro al vertice
Scontro al vertice (Highpoint) è un film canadese del 1982 diretto da Peter Carter, con protagonisti Richard Harris, Christopher Plummer e Beverly D'Angelo.

## Trama
Lewis Kinney è un contabile che va a lavorare per gli Hatcher, una famiglia benestante. James Hatcher ha sottratto 10 milioni di dollari alla mafia e alla CIA, e ora entrambe lo stanno cercando. Kinney si innamora della sorella di James, Lise, e viene inseguito da due maldestri scagnozzi, Centino e Falco.

## Produzione
Il film è basato su una sceneggiatura di Richard Guttman e originariamente doveva avere come protagonisti lo stesso Richard Harris e Katharine Ross, ma quest'ultima è stata sostituita da Beverly D'Angelo.
Le riprese iniziarono il 30 luglio 1979. Il film fu finanziato grazie alle agevolazioni fiscali che portarono al boom del cinema canadese dell'epoca.
Il film è stato giudicato terribile, tanto che la produzione è stata costretta a spendere altri due milioni per un nuovo montaggio.